# 1. Festival des politischen Liedes
1. Festival des politischen Liedes es un álbum en directo con música de artistas de diversas nacionalidades, grabado en febrero de 1970 en el contexto de la primera versión del Festival de la canción política (en alemán: Festival des politischen Liedes) organizado por la Juventud Libre Alemana (FDJ) en el este de Berlín, en la época de la República Democrática Alemana.
Este álbum, a diferencia de los siguientes, no posee intérpretes hispanohablantes.

## Lista de canciones
| N.º | Título                             | Música | Intérprete                    | Duración |  |
| 1.  | «Geh mal zu Fuss durch unser Land» |        | Oktoberklub                   |          |  |
| 2.  | «Lagebericht»                      |        | Oktoberklub                   |          |  |
| 3.  | «Schniegelscher»                   |        | Kurt Demmler                  |          |  |
| 4.  | «Alle sagen drüben DDR»            |        | Oktoberklub                   |          |  |
| 5.  | «Nongqongqo»                       |        | Cynthia Nokwe                 |          |  |
| 6.  | «Sizobadubula ngembayimbayi»       |        | Cynthia Nokwe                 |          |  |
| 7.  | «Ho Chi Minh»                      |        | Kurt Demmler                  |          |  |
| 8.  | «Santa Caterina»                   |        | Gruppo Il contemporaneo       |          |  |
| 9.  | «Los campesinos - Adelante»        |        | Oktoberklub                   |          |  |
| 10. | «Bandiera rossa»                   |        | Oktoberklub                   |          |  |
| 11. | «A kanasz - Der Schweinehirt»      |        | Gerilla Gruppe                |          |  |
| 12. | «Moskau»                           |        | Singeklub der Lessing-Obrschu |          |  |
| 13. | «Vor dem Mausoleum»                |        | Oktoberklub                   |          |  |
| 14. | «Im Mausoleum»                     |        | Oktoberklub                   |          |  |
| 15. | «Oktoberkinder (gekürzt)»          |        | Kurt Demmler                  |          |  |
| 16. | «Rebjata semjdesjatol schiroty»    |        | Iskateli                      |          |  |